# Fuchstal
Fuchstal er en kommune i Landkreis Landsberg am Lech, Regierungsbezirk Oberbayern i den tyske delstat Bayern. Den ligger ca. 60 kilometer sydvest for München og udgør med kommunen Unterdießen Verwaltungsgemeinschaft Fuchstal.

## Geografi
Det egentlige Fuchstal er dalen til Wiesbach fra Erpfting over Ellighofen, Unterdießen, Asch, Seestall, Leeder til Denklingen.

### Inddeling
Til kommunen Fuchstal hører landsbyernen Asch, Markt Leeder og Seestall, foruden bebyggelserne Engratshofen, Lechsberg, Lechmühlen, Welden Aschtal, Schäfmoos og Wildbad.

### Beliggenhed
Markt Leeder og Asch ligger cirka 2 km vest for floden Lech; Seestall ligger direkte til Lech.
Gennem kommunen, mellem Seestall og Leeder går Bundesstraße 17, der her er en del af turistruten Romantische Straße. I romertiden gik Via Claudia Augusta, og er i dag bevaret som en cykelrute.

## Billeder
- Panorama over landsbyen Leeder
- Jugendstilhus i Leeder
- Den historische Taverne Luitpold i Leeder